# Baie-James (Québec)
Baie-James war bis 2013 eine Gemeinde (französisch Municipalité de Baie-James) im Nordwesten der kanadischen Provinz Québec in einer regionalen Grafschaftsgemeinde (municipalité régionale de comté) entsprechenden Jamésie. Baie-James wurde am 14. Juli 1971 zur Verwaltung der Siedlungen von Bauarbeitern und Angestellten des Baie-James-Wasserkraftprojekts gegründet. Seit 2014 ist Baie-James Teil des Territoriums Eeyou Istchee Baie-James.

## Siedlungen in Baie-James
Zu Baie-James gehörten die Orte:
- Beaucanton
- Desmaraisville
- Joutel
- Miquelon
- Radisson – ist die nördlichste nicht-Ureinwohner Siedlung in Québec.
- Val-Paradis
- Valcanton
- Villebois

## Eeyou Istchee Baie-James
2012 wurde ein Vertrag zwischen der Provinz Québec und dem Grand Council of the Cree (Eeyou Istchee) geschlossen, wonach die Gemeinde Baie-James zum Jahresbeginn 2014 im Territorium Eeyou Istchee Baie-James aufging.
In dessen Gemeinderat sind je eine Hälfte der Sitze für die Vertreter der Cree und von Baie-James reserviert.